# Berliner Ehrennadel
Die Berliner Ehrennadel für besonderes soziales Engagement wird zweimal im Jahr vom Berliner Senat an jeweils 12 verdiente Bürger verliehen. Die Verleihung findet im Sommer und am 5. Dezember, dem Internationalen Freiwilligentag, statt. Der Start dieser öffentlichen Ehrung war im Jahr 2006.
Die Ehrennadel wird an Personen verliehen, die sich durch mindestens zehnjährige, freiwillige Tätigkeit in Vereinen, Organisationen und Initiativen oder bei der Betreuung und Begleitung von Personen herausgehobene Verdienste erworben haben.

## Vorschlagsrecht
Einen Vorschlag kann jeder Bürger bis zum 30. März bzw. 30. September an die Senatsverwaltung für Integration, Arbeit und Soziales einreichen. Der Vorschlag muss persönliche Angaben wie Vor- und Familienname, Geburtstag, Staatsangehörigkeit, Beruf zum Zeitpunkt des Vorschlags und Anschrift, Angaben über bisher schon erhaltene Titel, Auszeichnungen und Ehrungen, sowie eine ausführliche Begründung des Vorschlags enthalten.

## Bisherige Träger
- Edith Bachmann (2008)
- Wolfgang Ball (2012)
- Riza Baran (2012)
- Christina Bausch (2010)
- Claudia Bechem (2009)
- Cornelia Bergmann (2013)
- Angela Besuch (2010)
- Boris Bin (2013)
- Helmut Blanck (2006)
- Barbara Bodek (2006)
- Valentina Böhm (2010)
- Inge Borch (2008)
- Anni Brummund (2009)
- İlyas Bubliş (2012)
- Elife Caner (2009)
- Elsa Decker (2006)
- Ingrid Drewes (2009)
- Eva-Maria Drobisch (2012)
- Ingeburg Einofski (2007)
- Norbert Enke (2010)
- Michael Ermisch (2016)
- Heinz Erzfinke (2012)
- Nejla Esoy (2006)
- Werner Falk (2009)
- Isidoro Fernandez-Momparler (2009)
- Brigitte Fretwurst (2016)
- Gisela Gerling (2012)
- Jürgen Gerling (2006)
- Ursula Göllner-Scheiding (2013)
- Thomas Grau (2022)
- Markus Hall (2012)
- Helga Hampel (2007)
- Gönül Hanım (2007)
- Mechthild Hartung (2009)
- Barbara Hein (2012)
- Maren Heinzerling (2017)
- Gabriele Herbrechtsmeier (2009)
- Kathrin Hermes (2012)
- Annelies Herrmann (2009)
- Marion Herzog (2006)
- Jutta Höfler (2012)
- Waltraud Jaeschke (2010)
- Ulrike John (2012)
- Tina Kamischke (2010)
- Dieter Kämmerer (2009)
- Ernst Karbe (2012)
- Thomas Kilian (2020)
- Ingeborg Kleinelanghorst (2007)
- Horst Kluge (2006)
- Wolfgang Köhler (2006)
- Ingrid Kramm (2020)
- Karin Krebs (2013)
- Karola Kronheim (2009)
- Natalie Kulik (2009)
- Marta Ladwig (2009)
- Eva Liebchen (2013)
- Martha Lorenz (2009)
- Thomas Ludewig (2021)
- Brigitte Martschinke (2006)
- Antonio Francisco Maximino (2010)
- Klaus Meißner (2022)[1]
- Werner Moritz (2006)
- Ernst-Detlef Mücke (2013)
- André Müller (2022)[1]
- Hannelore Nowicki (2012)
- Meliha Ördüz (2012)
- Ortwin Passon (2016)
- Christoph Petzold (2008)
- Edith Pfeffer (2007)
- Horst Quaeschning (2009)
- Erhard Reddig (2008)
- Ulrike Redecker (2006)
- Susanne Rehberg (2009)
- Rainer Rheinsberg (2007)
- Karlheinz Rieger (2010)
- Hannelore Rohde-Käsling (2010)
- Heribert Rosenberg (2012)
- Werner Ruppelt (2007)
- Jens Ryll (2012)
- Gonül Saracoglu (2007)
- Edwin Scherner (2012)
- Marita Schirner (2013)
- Anneliese Schmidt (2007)
- Elisabeth Schmidt (2009)
- Manfred Schmidt (2007)
- Agnes Scholmann (2012)
- Christian Scholtis (2012)
- Ruth Schröer (2009)
- Dagmar Seidlitz (2013)
- Gabriele Selke (2012)
- Hildegard Siebert (2012)
- Kurt Söldner (2009)
- Ingrid Sonntag (2006)
- Karin Splittgerber (2009)
- Ute Sprenger (2012)
- Beate Teuser (2010)
- Gerhardt Thulcke (2013)
- Helga Thurmann (2009)
- Frank Uelze (2013)
- Gudrun Urbaniak (2007)
- Karl-Heinz Veiltl (2010)
- Ludwig Wast (2009)
- Evelyne Weber (2007)
- Jutta Wegner (2009)
- Gertrud Marx Wendland (2012)
- Siegfried Wenzek (2007)
- Eleni Werth (2012)
- Sabine Werth (2013)
- Henry Winkelmann (2010)
- Charlotte Wolff (2007)
- Gabriele Wrede (2008)
- Dorit Wulff (2013)
- Sabine Wüstner (2009)
- Hüseyin Yilmaz (2016)
- Frank Zander, Sänger (2007)
- Renate Zimmermann (2018)